# 中内功
中内功（日语：中内 㓛/なかうち いさお，1922年8月2日—2005年9月19日），日本的实业家。创立了大荣公司、流通科学大学，曾担任日本连锁店协会会长，为日本的流通革命做出巨大贡献。